# Facultad de Educación (Universidad Nacional Mayor de San Marcos)
La Facultad de Educación de la Universidad Nacional Mayor de San Marcos (siglas: FEDU-UNMSM) es una de las veinte facultades que conforman la referida universidad. La facultad, dentro de la organización de la universidad, forma parte del área de Humanidades y cuenta con las Escuela Académico Profesionales de Educación y Educación Física. Ambas ofertan estudios de pregrado y posgrado.
Antiguamente, la Facultad de Educación se encontraba en el segundo piso de la Facultad de Letras y Ciencias Humanas. En la actualidad, se encuentra ubicada en dos locales: en un edificio independiente dentro de la Ciudad Universitaria y en la Av. 28 de Julio (distrito de La Victoria).

## Organización

### Gobierno
La Facultad de Educación está organizada en las siguientes instancias:
- Decanato: Según los estatutos de la Universidad Nacional Mayor de San Marcos, la máxima autoridad dentro de la facultad es el Decano. Este tiene como función principal: «La dirección de esta, dentro de las políticas universitarias que determinen los órganos superiores». Por obligación, el Decano debe ser un catedrático que tenga la categoría de titular; la duración del cargo es de tres años y está permitida la reelección para un segundo periodo no consecutivo. Miguel Gerardo Inga Arias ejerce el cargo de decano de la Facultad de Educación para el periodo de gestión 2021-2024.[2][3]

- Consejo de Facultad: Según los estatutos de la universidad, le corresponde definir las políticas de desarrollo académico e institucional de acuerdo a los lineamientos y estrategias emanados de la Asamblea Universitaria y el Consejo Universitario. Lo conforma el Decano, que lo preside, además de los Directores de Escuela, profesores titulares y miembros del tercio estudiantil.[4]

- Dirección Académica: Según los estatutos universitarios, está encargada de brindar asistencia y apoyo académico a la facultad. También se encarga de coordinar y dirigir todas las actividades de comunicación e información del Decanato y el Consejo de Facultad hacia la comunidad de la Universidad Nacional Mayor de San Marcos.[4]

- Direcciones de Escuelas: De acuerdo al artículo veinticinco del estatuto universitario,[4] las Escuelas Profesionales (siglas: EP) son las unidades de la facultad encargadas de la formación de los estudiantes que cursan las carreras de pregrado. Tienen entre sus funciones principales elaborar, coordinar y ejecutar los currículos (plan) de estudios. Ejercen el cargo de directores de escuela para el periodo de gestión 2021-2024: Esther Mariza Velarde Consoli, Escuela Profesional de Educación[5] y Hernando Díaz Andía, Escuela Profesional de Educación Física.[6]
- Dirección Administrativa: Desarrolla acciones coordinadas que conducen a la optimización de los procesos académico-administrativos de la facultad, con el objetivo de mejorar la calidad de servicios. Administra los recursos económicos y realiza las acciones necesarias para la adquisición de bienes y servicios. Rosa Alicia Ramos Carreño se desempeña como directora administrativa.[7]

### Estudios académico-profesionales
La Facultad de Educación brinda estudios de pregrado y de posgrado, los cuales se describen más detenidamente a continuación:

#### Pregrado
A nivel de estudios de pregrado, la facultad cuenta con las siguientes dos escuelas profesionales:
- Escuela Profesional de Educación: Los cinco años de estudios se dividen en dos ciclos de estudios básicos o integrado (Escuela de Estudios Generales) y seis ciclos de especialidad; se incluye además el desarrollo de prácticas pre profesionales desde el quinto ciclo académico.[8][9] Concluidos satisfactoriamente los estudios de pregrado,  tras obtener una nota aprobatoria en la presentación de un trabajo de investigación,[10] se obtiene el grado de bachiller en Educación[11] con la posibilidad de optar por tres especialidades: Educación Inicial, Educación Primaria y Educación Secundaria. A su vez, la Especialidad de Educación Secundaria ofrece seis menciones: Historia y Geografía; Biología y Química; Lenguaje, Literatura y Comunicación; Filosofía, Tutoría y Ciencias Sociales; Inglés y Castellano y Matemática y Física.[12] El título profesional equivale al de licenciatura en Educación,[11] incluye las ya referidas especialidades y se puede obtener tras la sustentación de tesis, la aprobación de un trabajo de suficiencia profesional u otra modalidad dispuesta por la Facultad.[10]
- Escuela Profesional de Educación Física

Además, tiene a su cargo el Colegio de Aplicación San Marcos, ubicado en el distrito de Lince.
La Facultad de Educación actualmente se rige por dos planes de Estudio (2003 y 2013).
En el año 2016 se termina los cursos del Plan de Estudio 2003 y se dará posteriormente otros cambios en la malla curricular.